# 小行星7480
小行星7480（英語：7480 Norwan）是一颗围绕太阳公转的小行星。1994年8月1日，卡罗琳·舒梅克、尤金·舒梅克在帕洛马山发现了此天体。
这颗小行星的绝对星等为256.7521482886455等。